# Зато што сам добар био
Зато што сам добар био је четврти студијски албум Милоша Бојанића издат 1986. године у издању издавачке куће ПГП РТБ на аудио-касети и грамофонској плочи.

## Списак песама
| №   | Назив                      | Трајање |  |
| 1.  | Зато што сам добар био     | 3:50    |  |
| 2.  | Јовановић Рада             | 3:34    |  |
| 3.  | Откуд тебе срце да се сети | 4:30    |  |
| 4.  | А шта могу ја              | 3:30    |  |
| 5.  | У животу кад се воли неко  | 3:30    |  |
| 6.  | Жена луталица              | 3:20    |  |
| 7.  | Дошао сам као гост         | 3:15    |  |
| 8.  | Где сам то погрешио        | 3:10    |  |
| 9.  | Шта да радим ја...         | 3:15    |  |
| 10. | Један човек, једна зима    | 3:30    |  |